# Virginia Huston
Virginia Huston (Wisner, Nebraska, 24 d'abril de 1925 − Santa Monica, 28 de febrer de 1981) fou una actriu cinematogràfica estatunidenca. Huston va treballar en moltes pel·lícules de cinema negre de d'aventures dels anys quaranta i cinquanta. Va signar un contracte amb la RKO Pictures el 1945, i el seu primer títol va ser al costat de George Raft a Nocturne, el 1946. La seva veu va ser doblada en una de les escenes per la d'una cantant. Huston va ser la novena actriu a representar Jane, la companya de Tarzan, apareixent a Tarzan's Peril (1951). Entre les seves altres pel·lícules es poden esmentar Retorn al passat (1947), en la qual interpreta l'amiga de Robert Mitchum, The Racket (1951) i Sudden Fear (1952). Huston es va trencar l'esquena en un accident automobilístic, que va interrompre la seva carrera en el seu millor moment. Quan va tornar, va interpretar papers menors en pel·lícules de sèrie B. Es va retirar del cinema després del seu matrimoni amb un agent immobiliari. Va morir el 1981.

## Filmografia
Filmografia:
- Nocturn (1946)
- Fora del Passat (1947)
- Flamingo Road (1949)
- The Doolins of Oklahoma (1949)
- Women_from_Headquarters (1950)
- Tarzan's  Peril (1951)
- The Highwayman (1951)
- Flight to Mars (1951)
- The Racket (1951)
- Night Stage to Galveston (1952)
- Por sobtada (1952)
- Ford Theatre (1953-1954, tres episodis, televisió)
- Knock on Wood (1954)